# Grande Idée
Vous lisez un « article de qualité » labellisé en 2006.
La Grande Idée (grec moderne : Μεγάλη Ιδέα / Megáli Idéa) est un courant de pensée et mot d'ordre soutenant le sentiment national puis le nationalisme grec aux XIXe et XXe siècles. Sa visée était d'unir tous les Grecs dans un seul État-nation qui aurait pour capitale Constantinople, mais fut avant tout une forme d'irrédentisme.
Le terme fut inventé en 1844 par Ioánnis Koléttis, Premier ministre du roi Othon Ier. La Grande Idée a dominé toute la politique extérieure et par conséquent la politique intérieure de la Grèce. De la guerre d'indépendance dans les années 1820, au problème chypriote des années 1970 en passant par les guerres balkaniques du début du XXe siècle, le principal adversaire de la Grèce dans sa réalisation de la Grande Idée fut l'empire ottoman puis la Turquie.

L’expansion territoriale de la Grèce entre 1832 et 1947.

## Le sentiment national

### Les conséquences de l’occupation ottomane

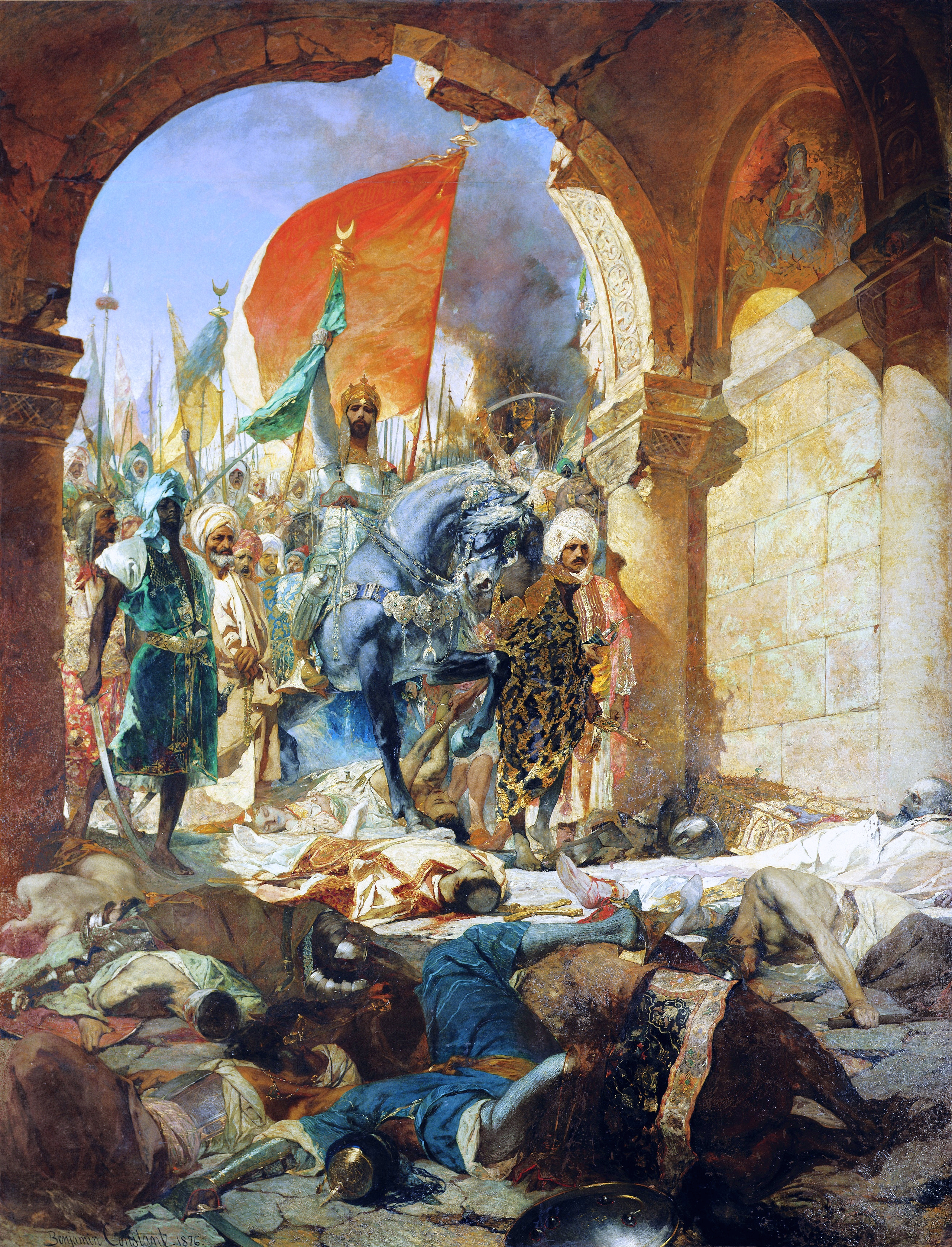
L'entrée de Mehmet II dans Constantinople.
Jean-Joseph Benjamin-Constant 1876.

Les armées ottomanes s'emparèrent successivement de Constantinople en 1453, d'Athènes en 1458, de Mistra (située tout près de l'ancienne Sparte) en 1460, de Trébizonde (dans le Nord-Est de l'Asie mineure) en 1461 et de Théodoros (en Crimée) en 1475. Toute forme d'État grec indépendant disparut alors,. La loi ottomane ne reconnaissait que deux types d'hommes : les croyants (les musulmans) et les infidèles. Ces derniers n'avaient pas le droit de porter les armes et devaient donc « racheter » leur service militaire en payant une capitation : l’haraç. Ils étaient aussi soumis à diverses autres interdictions. Le système de la paidomazoma (tribut des enfants pour en faire des janissaires) avait par contre disparu assez rapidement pour s'éteindre définitivement au début du XVIIIe siècle. Il y eut un certain nombre de conversions, principalement pour des raisons économiques, forcées ou non, mais le pouvoir ottoman ne les encourageait pas, y voyant une perte potentielle de revenus. L'Empire ottoman était organisé autour du système des millets. Le millet de Rum englobait l'intégralité des chrétiens orthodoxes dont les principaux étaient les Grecs. Le patriarche de Constantinople était à sa tête en tant que millet bashi. De fait, le sultan gouvernait les Grecs par l'intermédiaire de l'Église orthodoxe. Celle-ci constitua le symbole et le principal noyau identitaire de la continuité de l'existence de la « nation grecque ».
Les populations qui refusaient la présence ottomane prirent la fuite : fuite vers les montagnes agrapha ou vers l'étranger. Pour survivre dans les montagnes, hormis l'élevage et des cultures précaires, un des moyens était le brigandage. Une partie des hommes se faisait donc klephte (les premiers attestés remontent au XVIe siècle). Considérés au départ comme des bandits de grand chemin, ils finirent, surtout avec la vision romantique occidentale, par acquérir une aura de combattants de la liberté. Ils s'attaquaient principalement aux Ottomans, mais aussi aux riches à leur service. Pour lutter contre les bandes de klephtes, le pouvoir ottoman (central ou local) avait recours aux armatoles. Très clairement, le gouverneur embauchait une bande de klephtes qui devenaient armatoles, luttaient un temps contre les autres klephtes dans un semblant de maintien de l'ordre et redevenaient ensuite klephtes, quand le pouvoir ottoman ne payait plus. La tactique de combat des klephtes, dite klephtopolémos, était la guérilla : coups de main rapides en profitant d'un terrain favorable, comme les défilés de montagnes. Les klephtes développèrent un sentiment d'appartenance à un groupe : d'abord la bande et le territoire qu'elle contrôlait, mais ensuite sentiment de différences par rapport aux Turcs ou (dans l'ouest de la péninsule) aux Italiens. Il y avait là une base pour la naissance d'un sentiment national grec,.

### Définir un État-nation
Comme pour tous les mouvements nationaux du XIXe siècle, la Grande Idée voulait regrouper dans un seul et même État-nation tous les Grecs. Dans sa version la plus ambitieuse (par exemple celle de Rigas, qui se référait aux territoires byzantins sous la dynastie macédonienne), elle visait à rassembler non seulement les Grecs, mais l'ensemble des membres du millet de Rum, autrement dit tous les orthodoxes de l'Empire ottoman, hellénophones ou non. Dans cette version, dont la source se situe dans la pensée des Lumières et de la Révolution française, l'hellénisme devenait un facteur d'émancipation sociale plus encore que nationale, à l'instar du français en Europe occidentale[réf. nécessaire], sur le modèle humaniste issu de la Déclaration des droits de l'homme et du citoyen du 26 août 1789 qui proclame que la souveraineté réside dans la nation. Les orthodoxes sujets de l'Empire ottoman, désiraient, eux aussi, disposer d'un « gouvernement émanant du consentement des gouvernés », comme le propose la Déclaration d'indépendance des États-Unis. Les idées des Lumières ont, entre autres, touché les Phanariotes qui, par leurs fonctions administratives et gouvernementales dans l'Empire (dont les rôles d'interprètes pour la Porte) étaient très en contact avec l'Occident, et dont certains étaient Hospodars des principautés vassales de Moldavie et de Valachie : ils y avaient fondé des académies et des lycées où professaient de nombreux enseignants français.
Par ailleurs, maints intellectuels grecs vivaient en exil en Europe occidentale : Adamántios Koraïs passa toute la Révolution française à Paris ; Rigas Fereos était lui à Vienne ; il y avait des marchands de la diaspora à Odessa, Venise ou Marseille. Des journaux (comme le Mercure savant, Hermes o Logios) d'Ánthimos Gazís, par ailleurs desservant d'une paroisse orthodoxe de Vienne, publié à Vienne en 1811 et 1812) et des cercles intellectuels avaient été mis en place par ces Grecs. En 1803, parut à Paris le Mémoire sur l'état actuel de la civilisation en Grèce rédigé par le médecin Adamantios Koraïs ; en 1806, fut publié à Livourne un Discours sur la liberté. Ces ouvrages véhiculaient les idées des Lumières sur la Liberté ou le droit des peuples à disposer d'eux-mêmes.[réf. nécessaire]
Mais, la définition même de qui était « grec » ou de ce qui était « grec » posait problème. Quel principe appliquer : la religion orthodoxe « grecque » (millet de Rum), la langue « grecque » autrement dit l'ethnie « grecque », la géographie, l'histoire ?
Iakovos Rizos-Neroulos déclara lors de la première conférence de la Société Archéologique Grecque, en 1838, sur l'Acropole à Athènes :

« Messieurs, ces pierres, grâce à Phidias, Praxitèle, Agoracrite et Myros, sont plus précieuses que diamants ou agates : c'est à ces pierres que nous devons notre renaissance politique. »

Il évoquait ici le rôle des voyageurs occidentaux, souvent en Grand Tour, dans la naissance du sentiment national grec à la fin du XVIIIe siècle. Leur intérêt pour les monuments antiques montra aux Grecs érudits, mais aussi aux populations locales qu'il existait une autre Grèce de référence que la Grèce de l'Église orthodoxe soumise au pouvoir ottoman. Naquirent alors en Grèce une progonoplixia (obsession pour les ancêtres) et une arkhaiolatria (fascination de l'antique). On commença à donner aux enfants, au grand dam des popes, des prénoms à l'antique. On fit de même pour les noms de navires. La question de la langue grecque se posa aussi : la langue vernaculaire était considérée comme « polluée » par des mots étrangers (turcs surtout). Il fallait retrouver une langue « pure » : on choisit l'Attique du Ve siècle avant notre ère. L'antiquité devint donc la nouvelle référence pour définir la « Grèce ». Cette même référence, portée jusqu'à la cour des tsars de Russie par des Phanariotes en exil (Cantacuzènes, Soutzos, Ypsilantis[Lequel ?]…) y trouva un écho favorable, compte tenu de l'ambition russe de faire de la Mer Noire, lac ottoman depuis le XVe siècle, un lac russe : les territoires au nord de cette mer, pris aux Turcs durant le XVIIIe siècle et appelés Nouvelle Russie, furent aussi considérés comme une « Nouvelle Grèce », peuplée (entre autres) de Grecs pontiques, et quadrillée de villes nouvelles à l'architecture néo-classique et aux noms grecs (Odessa, Tiraspol, Nikopol, Chersonèse, Théodosia, Eupatoria, Sébastopol, Simferopol, Melitopol, Stavropol...).
L'extension maximale de l'État-nation néo-hellénistique serait, pour les maximalistes, l'extension du monde grec selon Strabon, référence historique allant de la Sicile et l'Italie du sud (Grande Grèce), à Chypre et du nord de la mer Noire (Pont-Euxin) à la Crète, en passant par la Grèce continentale elle-même, l'Épire, la Macédoine (Royaume de Macédoine) et l'Asie mineure (Ionie).

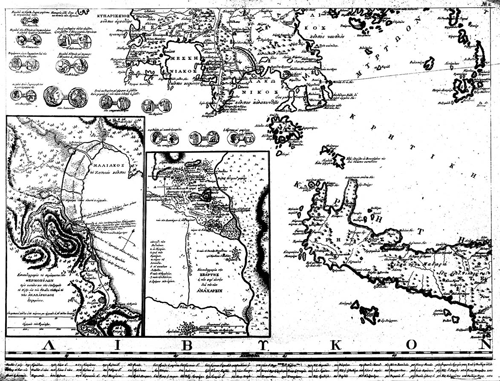
La Χάρτα της Ελλάδος de Rigas (détail).

Il faut en effet ajouter à ce sentiment le traumatisme politique et religieux de la prise de Constantinople par les Ottomans en 1453. Constantinople était la capitale religieuse de l'orthodoxie et la capitale politique de l'Empire byzantin. Sa prise coïncida avec la disparition de la Grèce et la sujétion des Grecs, mais aussi des autres orthodoxes « grecs ». Leur liberté et leur existence en tant que nation ne pouvait passer que par la reconquête de la « Ville ».
En 1796, alors qu'il était à Vienne, Rigas, le poète précurseur de l'insurrection contre les Ottomans, avait publié une carte de Grèce (Χάρτα της Ελλάδος), prévue au départ pour illustrer les Voyages du jeune Anacharsis en Grèce du Français Jean-Jacques Barthélemy. Si cette immense carte (elle fait 4 mètres carrés) était centrée sur la Grèce antique (l'histoire antique est la seule histoire représentée sur la carte), elle incluait Constantinople, et tous les pays orthodoxes des Balkans et de la Roumanie. La langue de communication de cette entité devait être le grec, véhicule d'une renaissance culturelle commune (mais que certains interprétèrent, pour le soutenir ou pour le combattre, comme un impérialisme nationaliste grec). La carte de Rigas souffrit de l'exécution de son créateur, mais en 1800, Anthimos Gazis, en publia une version simplifiée, en y ajoutant la Grande Grèce et Chypre.

## Les déceptions après la guerre d'indépendance

### L'indépendance

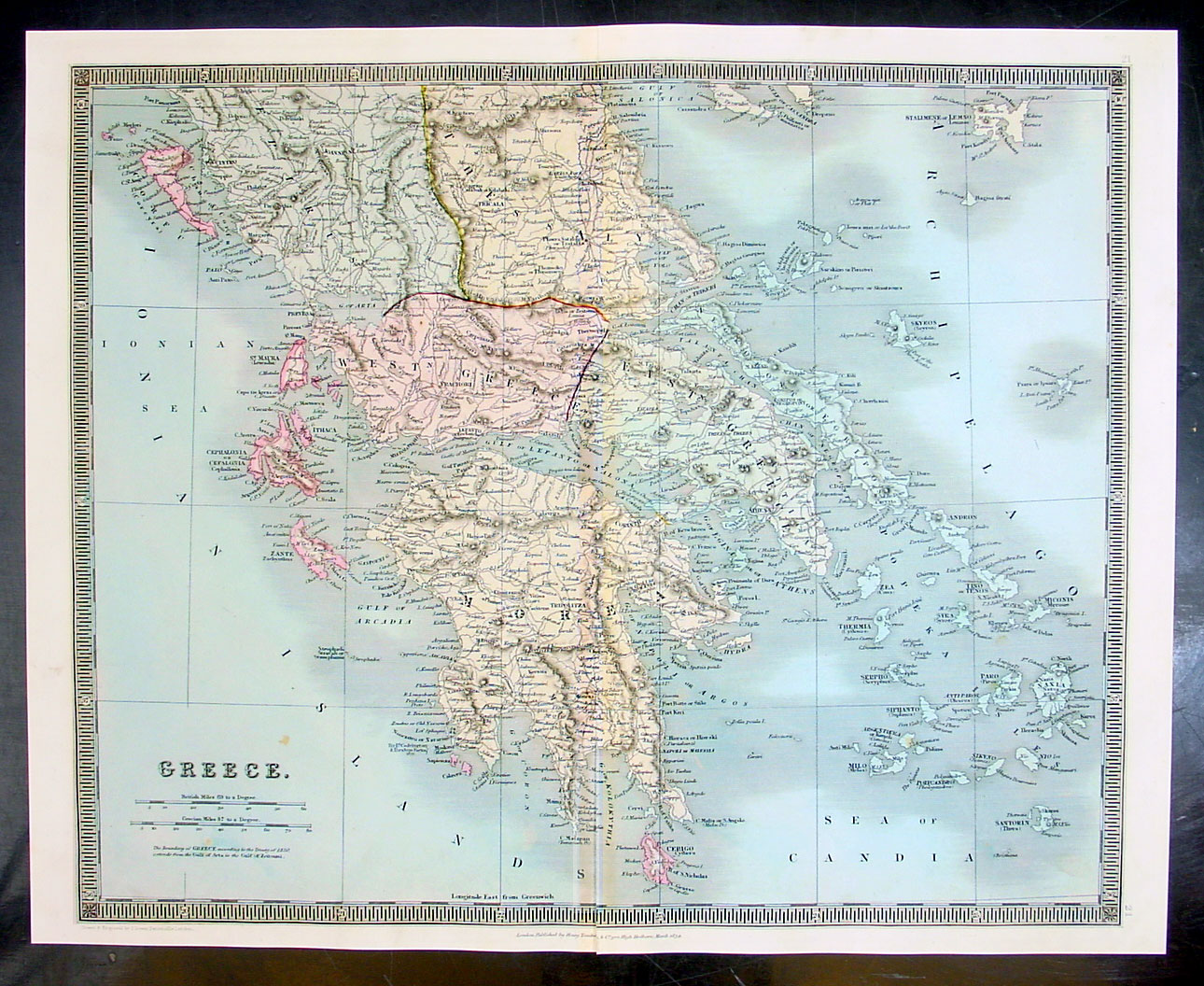
La Grèce en 1834.

La guerre d'indépendance grecque fut d'abord une guerre de libération, une lutte contre l'oppression ottomane. Les mouvements principaux eurent lieu dans le Péloponnèse et autour d'Athènes. Il y eut aussi des combats en Épire (surtout à cause d'Ali Pacha de Janina). La victoire finale fut obtenue grâce au soutien des grandes puissances, France, Royaume-Uni et Russie (qui devinrent ensuite « Puissances Protectrices » du jeune royaume grec) avec, entre autres, la bataille de Navarin et l'expédition française en Morée. Les Grecs ne furent pas en mesure d'obtenir tout ce qu'ils voulaient lors des négociations qui suivirent la fin du conflit. Afin de ménager encore l'Empire ottoman, la Conférence de Londres de 1830 fixa les frontières du nouvel État. La Grèce devait se contenter du Péloponnèse, d'une partie de la Roumélie (la frontière allait d'Arta à l'ouest à Volos à l'est) et de quelques îles proches du continent comme Égine ou Hydra et une partie des Cyclades. 700 000 des trois millions de ceux considérés comme Grecs se retrouvaient dans le nouvel État alors que Constantinople à elle seule regroupait 200 000 Grecs. Les grands centres culturels, religieux et économiques étaient tous hors du royaume qui ne comptait aucune grande ville : les trois premières capitales (Égine, Nauplie et même Athènes) ne dépassaient pas les 5 000 habitants. La déception des patriotes grecs dans et hors de cet État était très grande.

### Autochtonesethétérochtones

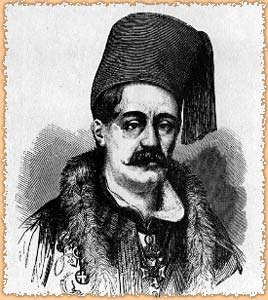
Ioánnis Koléttis

Après le coup d'État du 3 septembre 1843, lors des difficiles négociations pour la rédaction de la constitution, le Premier Ministre Ioánnis Koléttis se fit le champion des droits des « hétérochtones », Grecs nationaux nés hors des frontières du Royaume. Sa famille était originaire de Valachie et lui-même était né en Épire, deux régions non encore rattachées à la patrie grecque. Il considérait donc que la Grèce devait englober les « autochtones », ceux nés dans le royaume et les « hétérochtones ». Il y avait selon lui deux centres de l'hellénisme : Athènes et Constantinople (« le rêve et l'espoir de tous les Grecs »). Il déclara à l'Assemblée constituante le 14 janvier 1844 dans un discours qui donnait naissance à la « Grande Idée » :

« Ayant l'Orient à sa droite et l'Occident à sa gauche, [la Grèce] est prédestinée par sa renaissance à éclairer l'Orient comme elle le fut par son essor à éclairer l'Occident.
Dans l'esprit […] de cette grande idée, j'ai toujours vu les représentants de la Nation convenir de décider non seulement du sort de la Grèce mais de la nation grecque dans son ensemble. […] Combien plus vaste et plus large était cette grande idée que nous nous faisions de la patrie, et que nous avions trouvée exprimée pour la première fois dans le chant de Rhigas [le Thourios].
Le royaume grec n'est pas l'intégralité de la Grèce, mais seulement une partie, la plus petite et la plus pauvre partie. Un Grec n'est pas seulement quelqu'un qui vit dans les limites du royaume, mais aussi quelqu'un qui vit à Ioannina, en Thessalie, à Serrès, à Andrinople (Adrianople), à Constantinople, à Trébizonde, en Crète, à Samos et dans n'importe quel terre associée à l'histoire ou à la race grecque. »

Il y avait alors des populations qu'on pouvait considérer comme grecques, non seulement selon la définition de Kolettis, mais aussi pour des raisons de langue, de religion ou d'origine ethnique à cause des migrations :
- dans la péninsule balkanique jusqu'à Valona en Albanie actuelle à l'ouest et Varna en Bulgarie actuelle à l'est ;
- le long de la mer de Marmara et à Constantinople ;
- le long de la côte d'Asie mineure, principalement à Smyrne ;
- en Anatolie, surtout en Cappadoce et le long de la côte nord, sur la mer Noire, dans les Alpes pontiques, mais aussi jusqu'en Arménie ;
- au nord de la Mer noire, en Russie, où s'étaient installés certains Grecs pontiques et des marchands « autochtones », autour d'Odessa.

Certains de ces Grecs de l'extérieur, surtout les paysans, différaient peu de leurs voisins non-grecs. S'ils étaient farouchement orthodoxes, ils parlaient la langue vernaculaire locale. Ainsi, les 400 000 Grecs d'Anatolie (et de Constantinople), qui ne parlaient que le turc, étaient appelés des « karamanlides ». Une des grandes familles d'hommes politiques grecs du XXe siècle est la famille Karamanlis. Certains noms de famille originaires d'Anatolie commencent encore aujourd'hui par « Hadji » (le compositeur Mános Hadjidákis, le peintre Níkos Chatzikyriákos-Ghíkas ou le fondateur d'EasyJet Stelios Haji-Ioannou), le mot arabe rappelant qu'un des membres de la famille avait fait son pèlerinage aux Lieux Saints et devenait ainsi « Hadji ».
Chercher à réunir ces « nationaux » à la Grèce fut une des constantes de la politique et de la diplomatie grecque au XIXe siècle.
Dans le même temps, on chercha aussi à purifier la Grèce et ses « autochtones » de toute influence étrangère. Il fallait ré-helléniser la Grèce. La « purification » de la langue avec la création du katharévousa fut un des exemples de cette volonté politique.

## Premières extensions territoriales

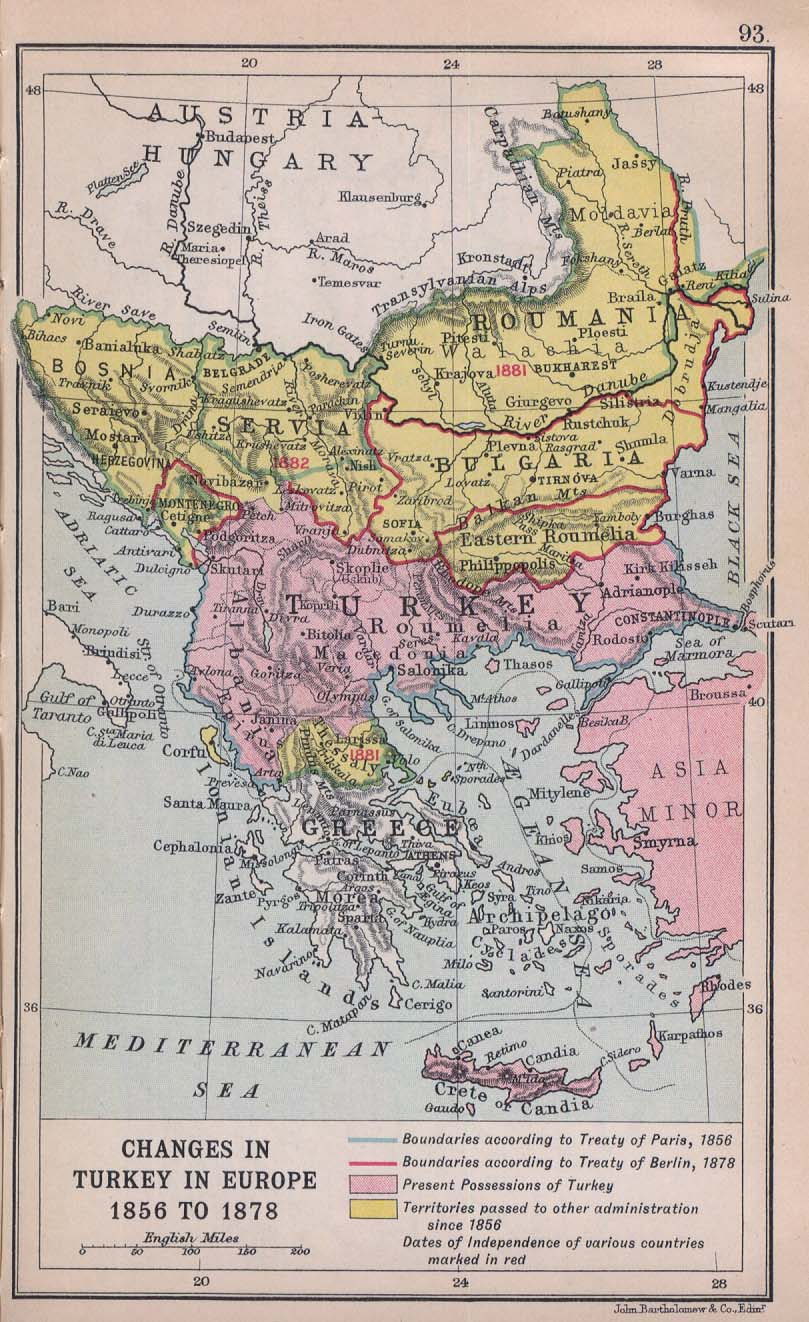
La Grèce en 1878

Le roi Othon fut très peu populaire, sauf lorsqu'il embrassa la cause de la Grande Idée, comme lors de la guerre de Crimée. La réalisation de la Grande Idée se fit souvent grâce aux différentes guerres de la seconde moitié du XIXe siècle qui permirent à la Grèce d'annexer des territoires de plus en plus nombreux.
Au déclenchement de la guerre de Crimée, la Grèce crut pouvoir profiter des difficultés initiales (avant l'intervention occidentale) de l'Empire ottoman. Comme lors de la guerre d'indépendance, des bandes armées composées en partie de klephtes et dirigées par des membres des classes plus élevées de la société, ici des étudiants, reprirent la forme d'action de guérilla et allèrent semer le trouble de l'autre côté de la frontière, en Thessalie, en Épire et en Macédoine. La France et la Grande-Bretagne, parallèlement à leur intervention contre la Russie en Crimée, envoyèrent une flotte occuper Le Pirée entre mars 1854 et février 1857. La Grèce dut céder à la pression. Malgré tout, une Légion de volontaires grecs, commandée par Panos Koronaios, partit renforcer les Russes assiégés dans Sébastopol.
Une première véritable extension territoriale eut lieu au mois de mai 1864 : la Grande-Bretagne rétrocéda à la Grèce la République des Sept-Îles (les îles Ioniennes). Un référendum avait désigné en 1863 un prince britannique pour succéder à Othon après la révolution, mais les Puissances Protectrices avaient refusé d'avaliser le choix et avaient imposé un prince danois. En compensation et pour célébrer le couronnement de Georges Ier, le Royaume-Uni s'était séparé de son protectorat.
L'insurrection bulgare de 1876 et la guerre russo-turque qui suivit (1877) se solda par le Traité de San Stefano qui créait une Grande Bulgarie sous protection russe. La Grande Bulgarie était un obstacle à la Grande Idée. Le Royaume-Uni, l'Autriche-Hongrie et la Serbie ne pouvaient pas non plus accepter ce traité qui avantageait la Russie dans la région balkanique. La Grèce sut plaider sa cause et se faire entendre au Congrès de Berlin de 1878. La Grèce ne fut pas formellement invitée, mais une délégation grecque fut reçue. Elle comprenait, entre autres, Theódoros Deligiánnis et Charílaos Trikoúpis. La délégation ottomane était dirigée par Alexandros Karatheodoris Pacha, un Grec ottoman. La Thessalie et une partie de l'Épire furent données à la Grèce à l'issue d'une nouvelle série de négociations lors de la Conférence de Constantinople en 1881. De l'autre côté de sa frontière nord se trouvait maintenant la Macédoine, nouvel objectif.

## La Crète

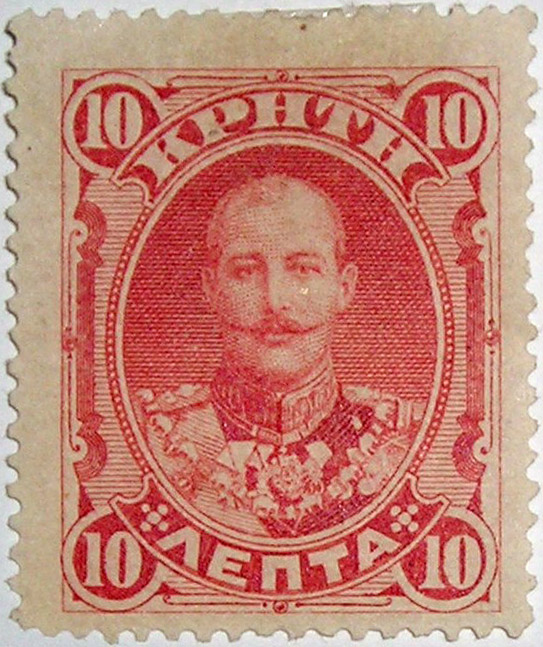
Le Haut Commissaire Georges

La « Grande Île » était considérée à Athènes et se considérait elle-même comme grecque. L'union (Énosis) de la Crète à la Grèce semblait une évidence. De nombreuses révoltes eurent lieu tout au long du XIXe siècle : 1841, 1858, 1866-1869, 1877-1878, 1888-1889 et 1896-1897. La Grèce avait quant à elle tenté de forcer l'union. En 1868, Athènes envoya des secours aux insurgés crétois. La Porte protesta et organisa le blocus d’Ermoúpoli, port de Syros, et surtout principal port de voyageurs et de marchandises de la mer Égée. La médiation des Puissances Protectrices régla le différend. En 1885, profitant d'une nouvelle crise, le Premier ministre, Theódoros Deligiánnis envoya une flotte en Crète. Les Puissances Protectrices instaurèrent à nouveau un blocus maritime de la Grèce.
Deligiannis était à nouveau au pouvoir en 1897, lors de l'insurrection crétoise. Sous la pression populaire, il envoya une flotte et des soldats vers la Grande Île. La mobilisation générale fut décrétée et, en avril, la guerre commença contre l'Empire ottoman en Thessalie. Ce fut la guerre dite de Trente Jours, une cuisante défaite grecque. Malgré tout, la Grèce ne s'en sortit pas trop mal. Le traité de paix accordait l'autonomie, sous suzeraineté ottomane, à la Crète. Georges, le second fils du roi Georges Ier fut nommé Haut Commissaire en Crète. Quelques ajustements en faveur de l'Empire ottoman furent faits le long de la frontière en Thessalie.
La principale leçon de l'humiliation de la guerre de Trente Jours était que la Grèce ne serait jamais capable, seule, de réaliser la Grande Idée. L'Empire ottoman, même en déclin, constituait un adversaire trop considérable.
La Crète allait fournir à la Grèce un de ses principaux hommes politiques et artisans de la Grande Idée : Elefthérios Venizélos.

## Les guerres balkaniques
Si la population était assez homogène dans le sud de la Grèce, les limites ethniques au nord étaient difficiles à déterminer. Les différentes ethnies étaient très mélangées dans les Balkans et les différents États-nations se créant au XIXe siècle revendiquèrent certaines régions, peuplées, au moins en partie de ceux qu'ils considéraient comme leurs nationaux. La Macédoine était une de ces régions : elle était peuplée de Grecs, de Bulgares, de Serbes, d'Albanais, de Turcs et de Valaques.
|                   | Estimation bulgare (1900) | Estimation serbe (1900) | Estimation grecque (1904) | Estimation turque (1905) |
| ----------------- | ------------------------- | ----------------------- | ------------------------- | ------------------------ |
| Population totale | 2 190 520                 | 2 880 420               | 1 711 607                 | 1 824 032                |
| Bulgares          | 1 179 036                 | 57 600                  | 332 162                   | 352 788                  |
| Grecs             | 225 152                   | n.c.                    | 650 709                   | 625 889                  |
| Serbes            | 700                       | 2 048 320               | n.c.                      | n.c                      |
| Turcs             | 564 158                   | n.c.                    | 634 017                   | 745 155                  |

### La Macédoine

#### Une région disputée
La Grèce avait dès les années 1890 commencé à y agir en sous-main. Le conflit était religieux et politique, avec pour but le contrôle de la région. Le premier prétexte avait été la création d'un exarchat orthodoxe en Bulgarie qui entrait en concurrence avec le patriarcat de Constantinople. Les « Exarchistes » étaient donc bulgares et les « Patriarchistes », grecs. Comme lors de la guerre d'indépendance ou pendant la guerre de Crimée, des bandes autoproclamées « combattants de la liberté », les « Makedonomakhoi », prirent les armes pour réclamer le rattachement de la Macédoine au royaume grec. L'Ethniki Etairia, (Société nationale), grecque, aidait ces Makedonomakhoi. Le gouvernement d'Athènes leur apporta une aide plus ou moins directe : financement via ses agents consulaires comme Íon Dragoúmis au début du XXe siècle ou encadrement par des conseillers militaires, comme Pavlos Melas au début du XXe siècle. Certains Grecs du Royaume se rendaient même dans la région pour participer aux combats. Ils prenaient le nom d'« andartes ». En parallèle, une « Organisation Révolutionnaire Intérieure Macédonienne » (ORIM) fut fondée en 1893, avec ses propres bandes armées de « komitadjis » (le nom vient du fait que l'ORIM était organisée en comités). L'ORIM, plutôt socialiste, était au départ nationaliste macédonienne prônant l'autonomie de la région. Elle fut récupérée par la Bulgarie,,.
La défaite de 1897 lors de la guerre dite « des trente jours » avait placé la Grèce en situation difficile face à la Bulgarie qui y menait un intense travail de propagande : création d'écoles ou d'orphelinats par exemple. En même temps, les combats se poursuivaient sporadiquement entre komitadjis et quelques rares andartes (la Grèce les avait ouvertement désavoués) ou entre andartes et gendarmes turcs, mais principalement entre komitadjis et gendarmes turcs. Les exactions étaient nombreuses : pillages, incendies ou assassinats. Les Grecs s'organisèrent à nouveau dans la région, sous l'impulsion de l'évêque de Kastoria, Germanos Karavanggelis à partir de 1900. Íon Dragoúmis, alors secrétaire au consulat grec de Monastir s'engagea activement dans la cause grecque en Macédoine, malgré les ordres clairs de ses supérieurs de se montrer prudent. Il créa une organisation de défense des communautés grecques de la région. Il la baptisa Άμυνα (Défense). Elle était constituée sur le modèle de la Philiki Etairia.
Le 2 août (20 juillet julien) 1903, jour de la Saint-Élie (Ilinden) commencèrent les événements dits de la Saint-Élie. L'ORIM déclencha un soulèvement en Macédoine occidentale où les troupes turques étaient moins nombreuses. Les komitadjis attaquèrent des postes militaires turcs, la voie ferrée, les routes, les ponts et le télégraphe. Ils parcoururent les villages en annonçant la fin de la présence ottomane et la réforme agraire. Ils furent rejoints par quelques milliers de paysans tandis que le plus grand nombre fuyaient dans les montagnes. La répression turque fut très dure : dans la province de Monastir, 22 villages et 8 000 maisons furent rasés laissant 40 000 à 60 000 sans-abris ; les morts sont estimés à 2 000. En novembre, le calme était rétabli. Cependant, les puissances occidentales, émues, décidèrent d'intervenir. Un plan dit de Mürzsteg fut établi et proposé à l'Empire ottoman qui l'accepta fin novembre. La gendarmerie ottomane en Macédoine est placée sous la supervision d'une mission internationale pour éviter que des événements similaires ne se reproduisent. Le plan prévoyait à terme une réorganisation administrative qui permettait d'envisager une partition sur des bases ethniques. Chacune des ethnies concernées chercha alors à affermir ses positions pour disposer d'un plus grand territoire lors de la potentielle partition.

#### L'épopée de Pavlos Melas

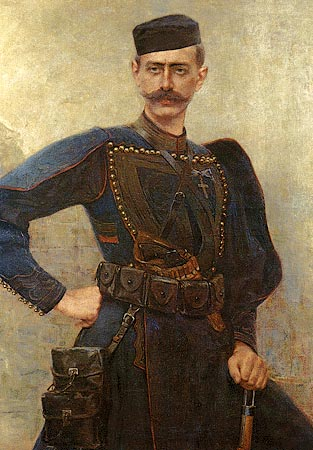
Pavlos Melas en costume traditionnel de « Makedonomakhos » par Georgios Jakobides.

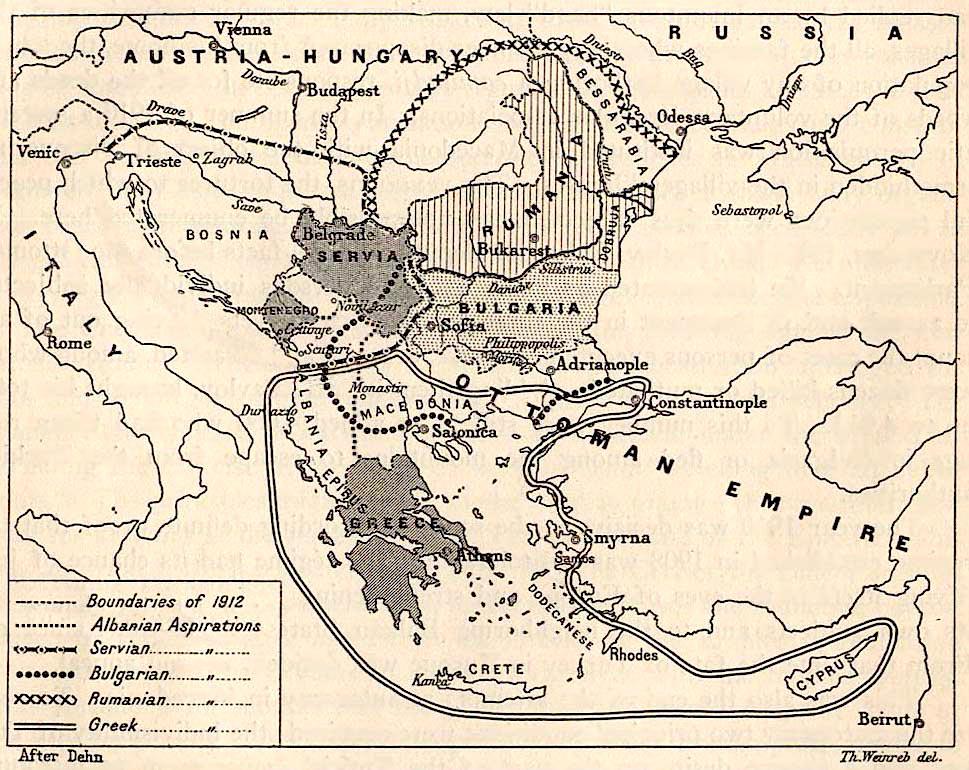
Les aspirations irrédentistes dans les Balkans en 1912, dont la Grande Idée.

En mars 1904, le gouvernement grec, qui ne voulait pas s'engager trop ouvertement, mais qui voulait avoir une évaluation de la situation, envoya quatre officiers en Macédoine. Pavlos Melas, le beau-frère de Íon Dragoúmis, en faisait partie. Poursuivis par la gendarmerie turque, après avoir parcouru la région de Kastoria, ils furent rappelés dès la fin du mois. Dans leurs rapports, les officiers proposèrent soit d'organiser des bandes locales et de leur envoyer des armes depuis la Grèce soit de créer des bandes directement en Macédoine. Melas pencha d'abord pour la première solution avant de se rallier à la seconde.
Melas repartit presque immédiatement après avoir obtenu un congé de l'armée. Il adopta le pseudonyme de « Mikis Zézas » (à partir du prénom de ses deux enfants). Il organisa des bandes de partisans grecs dans la région de Kozani. Le 31 août 1904 (18 août julien), il fut nommé commandant en chef des troupes (irrégulières) grecques de Macédoine occidentale par le Comité Macédonien d'Athènes. Il commandait directement quant à lui une bande d'andartes pratiquement intégralement composée de Crétois, sujets ottomans et donc moins compromettants pour la Grèce,. Il abandonna son uniforme de l'armée grecque, ce qui était normal pour éviter d'impliquer son pays. Plus important, il se mit à porter la fustanelle traditionnelle des pallikares de la guerre d'indépendance. Avec ses hommes, il incarna le dernier avatar du combattant de la cause nationale grecque, après les akrites byzantins qui gardaient les frontières, après les klephtes de la période ottomane ou les pallikares. Ses hommes étaient en grande majorité originaires de Crète, l'autre région alors très disputée à l'Empire ottoman.
Il décéda le 26 octobre (13 octobre julien) dans un accrochage entre sa troupe et la gendarmerie turque à Statitsa, un petit village qui porte maintenant son nom. La légende populaire veut qu'encerclé, il ait chargé avec ses hommes et réussit à faire reculer les assiégeants. Il fut cependant touché d'une balle perdue et mourut une demi-heure plus tard dans une église voisine. Sa tête aurait alors été coupée par ses propres hommes. Deux explications sont avancées. L'une serait politique : sans sa tête, le corps ne pouvait être identifié et ainsi, Melas ne pouvait être directement impliqué, non plus que la Grèce. L'autre serait symbolique : la tête devenait une relique qu'il ne fallait pas laisser aux Ottomans qui risquaient de l'utiliser comme un trophée et de la souiller. L'épopée de son beau-frère fournit à Dragoúmis la matière pour le roman qui le rendit célèbre : Le Sang des martyrs et des héros.
Son décès eut une importance considérable en Grèce. Les cloches sonnèrent en son honneur à travers le pays. Il attira définitivement l'attention sur la Macédoine et la politique à mener. Il « réveilla » les Grecs qui étaient devenus prudents après la défaite de 1897. Il est depuis considéré comme un héros national.
Après la mort de Pavlos Melas, un autre officier grec, Tellos Agras, tenta de créer un foyer de guérilla en Macédoine, mais il fut capturé et pendu par les Bulgares le 7 juillet 1907.

#### La révolution des Jeunes-Turcs et l'arrivée au pouvoir de Venizélos

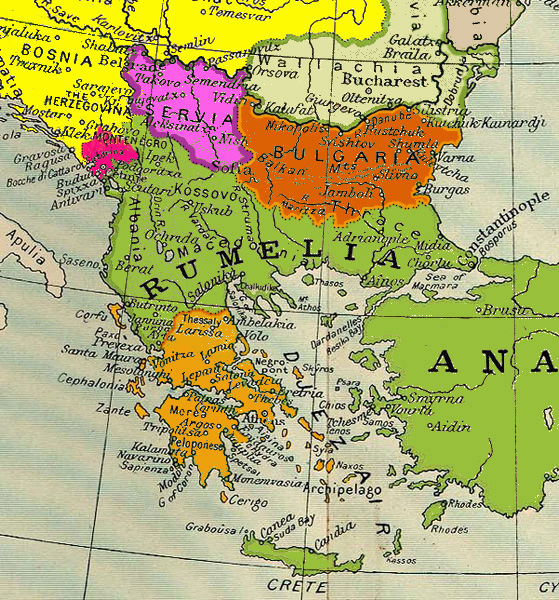
Les Balkans avant les guerres balkaniques

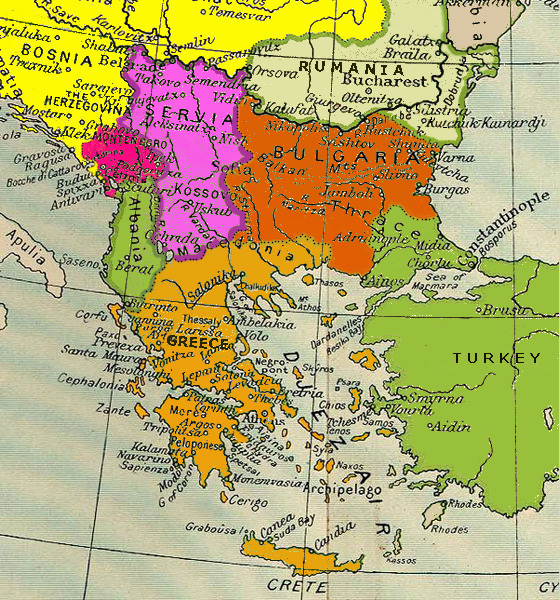
Les Balkans à l'issue des guerres balkaniques

En juillet 1908, la révolution des Jeunes-Turcs à Constantinople ouvrit une nouvelle crise internationale. La Bulgarie se déclara totalement indépendante de l'Empire ottoman. L'Autriche-Hongrie annexa la Bosnie-Herzégovine qui avait été placée sous son protectorat au congrès de Berlin en 1878, provoquant en retour une montée du nationalisme serbe. La Crète, dont le statut international restait incertain, se décida alors pour le rattachement à la Grèce (Énosis), mais les gouvernements fragiles de Geórgios Theotókis et Dimítrios Rállis ne purent obtenir la reconnaissance internationale de cet état de fait.
Les militaires grecs organisèrent alors un coup d'État : le coup de Goudi, le 28 août 1909, et demandèrent à Elefthérios Venizélos de prendre la tête du gouvernement parce que, d'origine crétoise, il n'était pas marqué par la « corruption » politique du royaume. Venizélos, qui avait animé la révolte de Thérissos en 1905 pour précipiter le rattachement de la Crète à la Grèce, était aussi un partisan farouche de la Grande Idée. Cependant, il refusa de prendre le pouvoir en Grèce par un coup de force et laissa à un gouvernement de transition, présidé par Stéphanos Dragoúmis, le soin de préparer les élections d'octobre 1910. Élu à une très large majorité parlementaire, Venizélos put mener une politique de modernisation du pays tout en nouant des alliances avec les autres État balkaniques.

### La première guerre balkanique
La Guerre italo-turque de 1911 affaiblit l'Empire ottoman. Les pays des Balkans en profitèrent. Venizelos hésita avant d'engager la Grèce, car ses « nationaux » étaient trop dispersés dans l'Empire ottoman pour ne pas être à la merci de représailles turques. Cependant, en n'intervenant pas, la Grèce risquait de ne pas participer au partage du butin. Le 8 octobre 1912, la Serbie, la Bulgarie, le Monténégro et la Grèce, regroupés dans la Ligue balkanique déclarèrent la guerre à l'Empire ottoman, déclenchant ainsi la Première Guerre balkanique.
Les troupes grecques s'emparèrent début novembre de Salonique, battant de quelques heures les troupes bulgares. La marine grecque, modernisée par le Royaume-Uni grâce à Venizelos, établit sa suprématie en mer Égée et s'empara de Chios, Lesbos et Samos. Ioannina, capitale de l'Épire fut conquise en février 1913. Les Turcs reconnurent ces annexions lors du traité de Londres de mai 1913.

### La seconde guerre balkanique
Unis contre les Ottomans, les vainqueurs se déchirèrent à propos de la Macédoine lors de la Seconde Guerre balkanique. La Serbie et la Grèce décidèrent de se partager la Macédoine, aux dépens de la Bulgarie. La Roumanie intervint pour obtenir sa part. La guerre fut courte et la Bulgarie fut écrasée. Le Traité de Bucarest (1913) donna Salonique et toute la Macédoine du sud à la Grèce. Cependant, la Bulgarie conservait le port de Dedeagatch (maintenant Alexandroúpoli) sur l'Égée et la création de l'Albanie avait empêché l'annexion grecque de l'Épire du Nord.
La Grande Idée était malgré tout devenue réalité. Au total, les guerres balkaniques augmentèrent le territoire grec de 70 % et sa population passa de 2,8 millions à 4,8 millions. Lorsque Constantin monta sur le trône de Grèce en 1913, on espéra qu'il adoptât la titulature Constantin XII, se plaçant ainsi dans la succession directe de Constantin XI Paléologue, dernier Empereur byzantin. La reconquête de Constantinople semblait proche. Mais Constantin se contenta d'être Constantin Ier.
Tous les habitants des régions annexées n'étaient cependant pas grecs. À Salonique, les Juifs sépharades constituaient la majorité de la population. Ailleurs, des Turcs musulmans, des Valaques parlant le roumain ou des Slaves étaient présents.
La Grande Idée joua un rôle essentiel dans l'« Ethnikos Dikhasmos » (« Grand Schisme ») durant la Première Guerre mondiale.

## Le «Schisme national»
La Grande Idée avait d'abord été une volonté de rassembler les Grecs dans un seul et même État-nation, mais son exploitation politique eut bien d’autres conséquences.

### Le choix de l'alliance

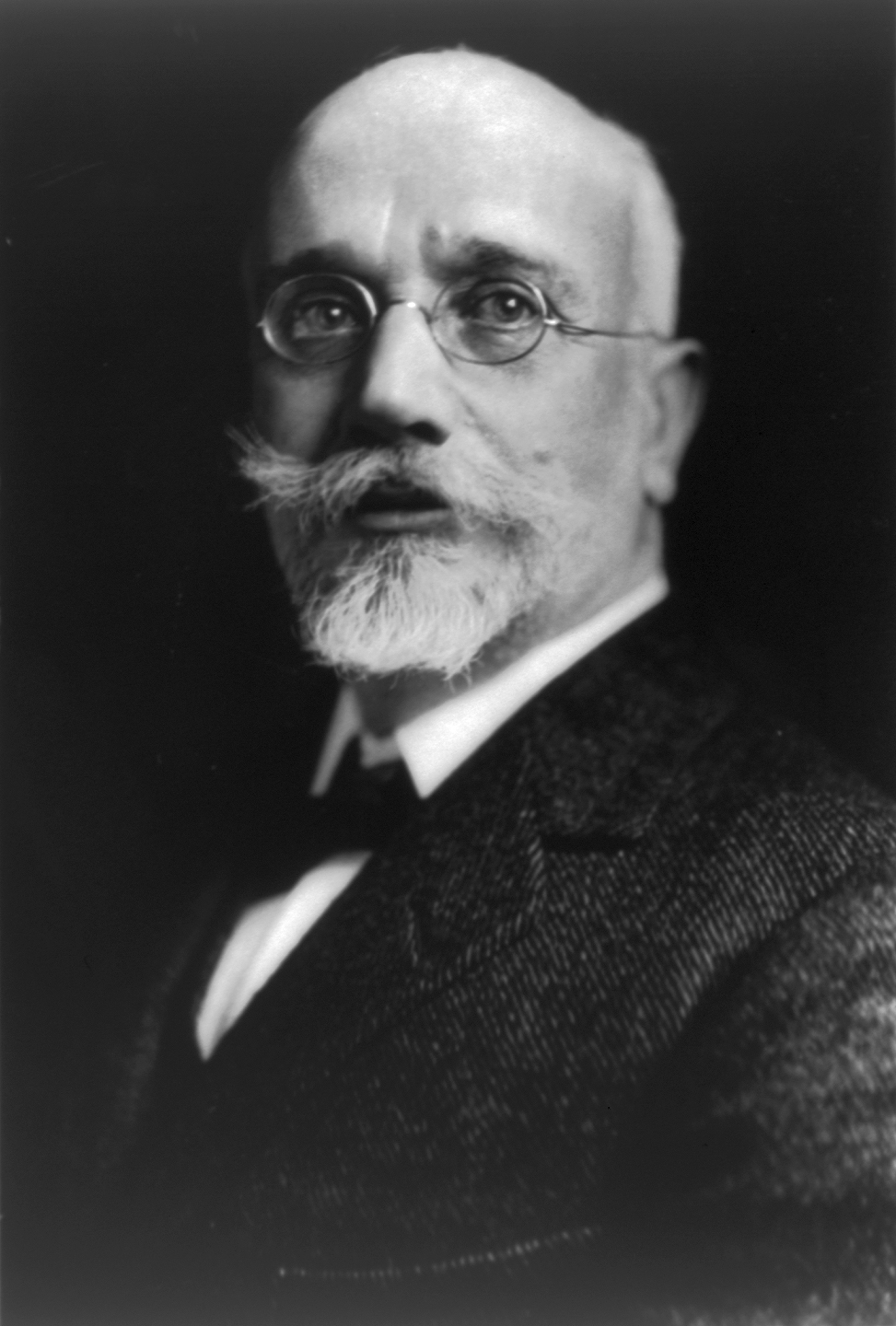
Elefthérios Venizélos.

La Grande Idée ne fut en effet pas qu'une politique extérieure. Elle joua un rôle déterminant dans la politique intérieure du royaume grec. Elle fut ainsi présentée comme le principal, voire le seul, objectif des gouvernements successifs. Tous insistèrent sur la nécessité de l'unité nationale afin de réaliser la Grande Idée. Il ne fallait pas, sous peine d'être considéré comme antipatriote, évoquer les autres problèmes politiques (développement lent, corruption, sujétion aux Puissances Protectrices…). La Grande Idée devait passer avant tout, et servit donc à détourner l'attention des problèmes intérieurs. Ainsi, après que Charilaos Trikoupis eut déclaré le pays en faillite en 1893 et que le pays se fut enfoncé dans la crise économique, on utilisa la Grande Idée et les affaires crétoises pour détourner l'attention de la population, ce qui mena à la guerre de Trente Jours et à la défaite grecque.
Mais c’est pendant la Première Guerre mondiale que la Grande Idée aboutit à une des plus graves crises de politique intérieure qu'ait connue la Grèce. Lorsque la guerre éclata, la Grèce se déclara initialement neutre. Mais rester hors du conflit n'était pas la seule raison à cette neutralité. Le plus haut sommet de l'État était en effet divisé à propos du camp le plus à même de favoriser les objectifs de la Grande Idée.
Venizélos, le Premier ministre, entendait rester l'allié de la Serbie, comme durant les guerres balkaniques, en vue de démembrer définitivement la Bulgarie, alliée des Empires centraux. Il souhaitait donc se rapprocher de l'Entente.
Le roi Constantin, beau-frère du Kaiser Guillaume II, et Feld-Marshal honoraire de l'armée allemande, penchait plutôt vers l'alliance avec l'Allemagne et donc la Bulgarie, afin de se retourner contre l'ancien allié serbe et s'emparer de ses territoires.
En octobre 1915, le roi renvoya Venizélos et fit informer le gouvernement bulgare que son pays n'interviendrait pas en cas d'attaque de la Serbie. Il utilisait là une clause du traité d'alliance avec la Serbie de 1913, qui prévoyait que la Grèce aiderait la Serbie si elle était attaquée par la Bulgarie, sauf si celle-ci était alliée à deux autres puissances (ici l’Allemagne et l’Autriche-Hongrie).
Les Britanniques, pour attirer cependant la Grèce dans l'Entente, proposèrent au successeur de Venizelos de donner Chypre à la Grèce en échange de son aide. Le Premier ministre Alexandros Zaimis refusa, preuve que le gouvernement grec avait choisi de démembrer prioritairement l’ancien allié, la Serbie, et non l’Empire ottoman.
Complication pour ce projet, Venizelos avait autorisé juste avant d'être démis de ses fonctions un corps expéditionnaire anglo-italo-français de 250 000 hommes commandés par le général Sarrail à s'installer à Salonique. Les 150 000 rescapés de l'armée serbe, évacués d'abord vers Corfou, occupée dans ce but par l'Entente, rejoignirent Salonique en avril 1916 (non sans que le roi Constantin et son nouveau Premier ministre Stéphanos Skouloúdis leur aient interdit d'emprunter le canal de Corinthe). Le gouvernement grec autorisa même les troupes bulgares (ennemies de l’entente) à s'avancer vers Salonique en leur accordant les places fortes de Serrès et Kavala.

### La rupture
Après avoir tenté une dernière conciliation auprès du souverain qui refusa de le recevoir, Venizelos quitta Athènes pour retourner en Crète. Il publia alors (27 septembre 1916) une proclamation à « l'hellénisme entier » lui demandant de prendre en main ses propres destinées et de « sauver ce qui pouvait être sauvé » en coopérant avec l'Entente pour que « non seulement l'Europe soit délivrée de l'hégémonie allemande, mais aussi les Balkans des prétentions à la suprématie bulgares ». En novembre, Venizelos organisa à Thessalonique un gouvernement provisoire de Défense nationale (Ethniki Amyna), rival du gouvernement fidèle au roi mené par Spyrídon Lámpros. Ce fut l'« Ethnikos Dikhasmos ». La Thessalie et l'Épire, ainsi qu'une partie de l'armée, suivirent Venizelos.
Une zone neutre entre la Grèce du nord et la « vieille Grèce » fut organisée par l'Entente, qui soutenait politiquement et financièrement le gouvernement Venizelos. Une flotte franco-britannique, commandée par l'amiral Dartige du Fournet, occupa la baie de Salamine pour faire pression (comme lors de la guerre de Crimée ou en 1885) sur Athènes, à qui divers ultimatums successifs, concernant principalement le désarmement de l'armée grecque, furent envoyés. Nicolas II refusa cependant que Constantin fût déposé.
Le 1er décembre 1916, le roi Constantin céda aux exigences de l'amiral français, et les troupes de Dartige du Fournet débarquèrent à Athènes pour s'emparer des pièces d'artillerie demandées. L'armée fidèle à Constantin s'était cependant secrètement mobilisée, et avait fortifié Athènes. Les Français furent accueillis par un feu nourri. L'amiral dut se réfugier au Zappéion, et ne put s'enfuir qu'à la faveur de la nuit. Le massacre des soldats français fut surnommé les « Vêpres grecques ». Le roi félicita son ministre de la guerre et le général Dousmanis.
L'Entente n'agit pas tout de suite. La Russie, mais aussi l'Italie, hésitaient. Ce ne fut que le 11 juin 1917 que l'abdication de Constantin fut exigée. Le 12 juin, sous la menace d'un débarquement de 100 000 hommes au Pirée, il partit en exil, sans officiellement abdiquer. Son second fils Alexandre monta sur le trône. Ses fidèles, dont le général Dousmanis et le colonel Ioánnis Metaxás, furent déportés en Corse. Le 21 juin, Venizelos forma un nouveau gouvernement à Athènes, et le 26, des troupes de l'Entente s'y installèrent. La Grèce, avec une armée purgée de ses éléments favorables à Constantin, entra en guerre, du côté de l'Entente, contre la Bulgarie et l'Empire Ottoman.

## La «Grande Catastrophe»
Pour un article plus général, voir Grande catastrophe.

### Conséquences de la Première Guerre mondiale

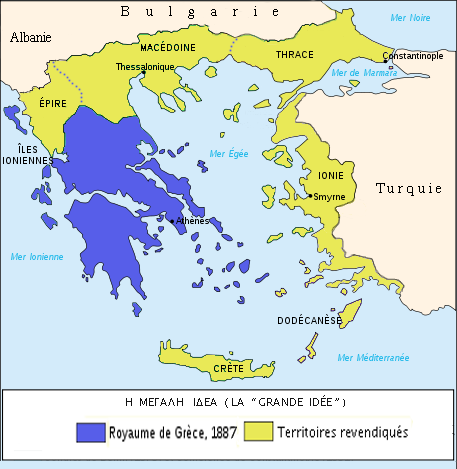
La version de la Megali Idea, défendue au Traité de Sèvres par Eleftherios Venizelos.

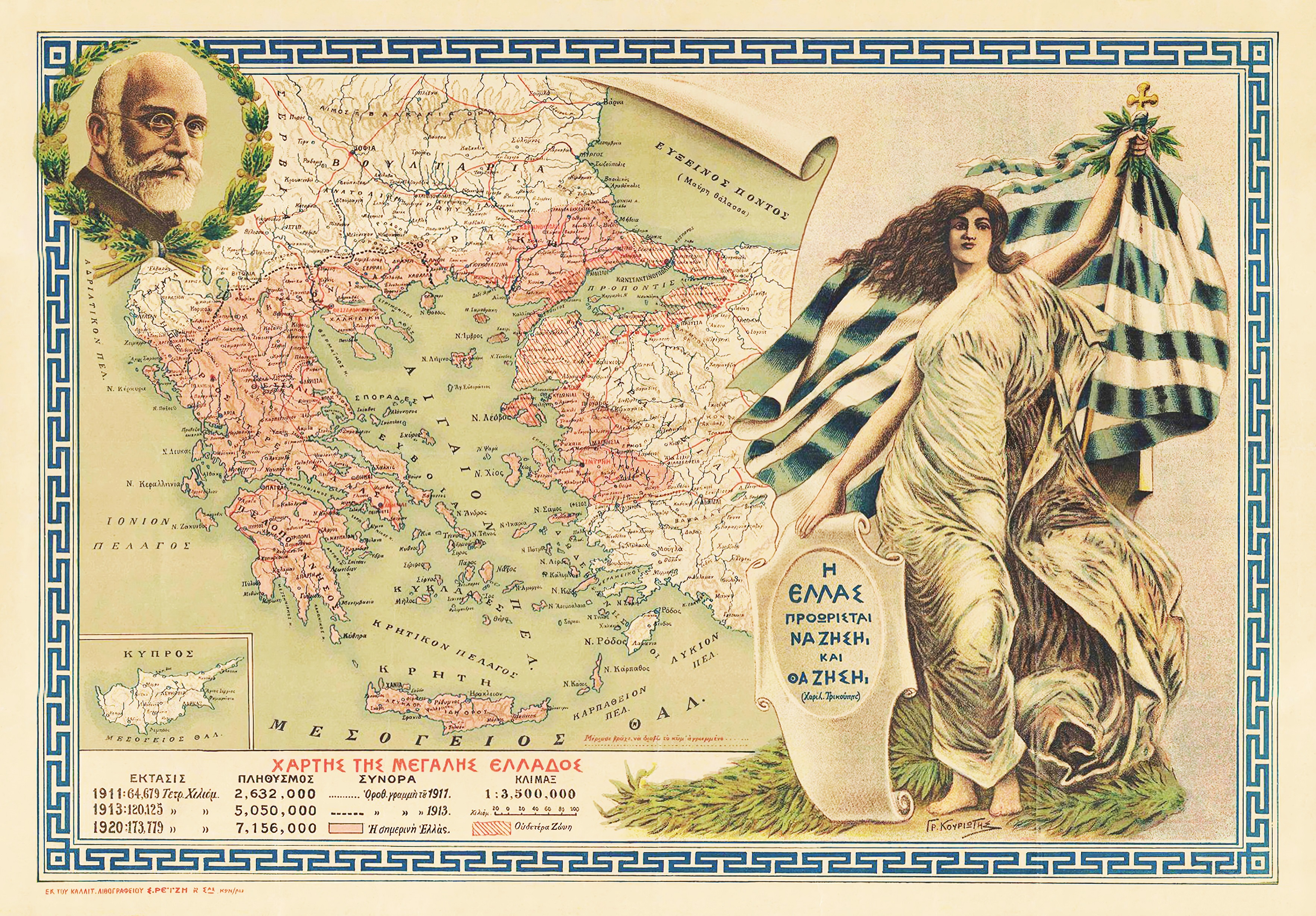
Une autre version plus « nordique » de la Megali Idea.

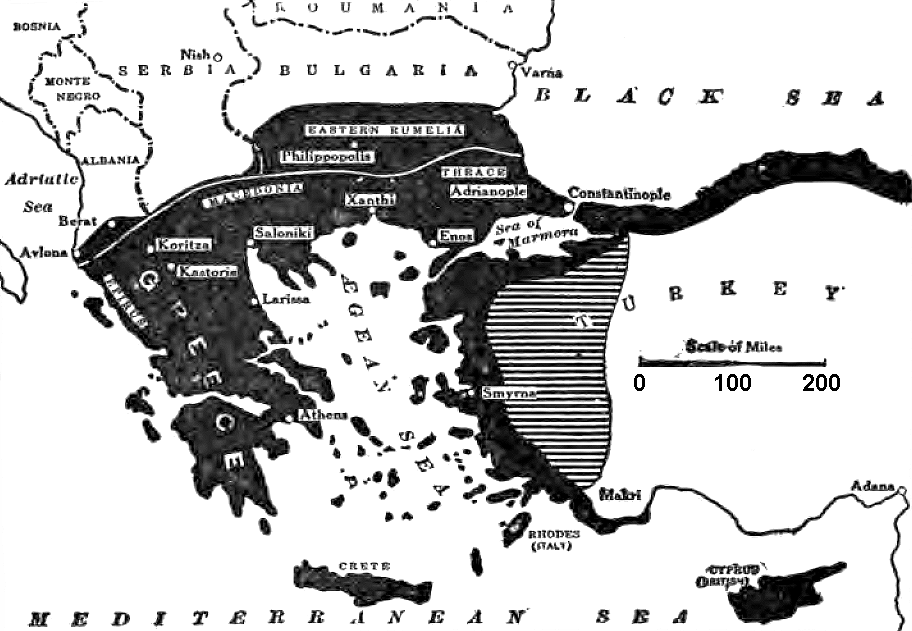
Une version extrême de la Megali Idea, telle que la présentaient certains médias britanniques.

À l'été 1918, 300 000 soldats grecs participaient aux combats sur le front oriental sous le commandement du général Franchet d'Esperey. La Bulgarie capitula le 29 octobre, la Turquie le 31. La participation grecque à la victoire lui permit d'obtenir pratiquement tout ce dont la Grande Idée rêvait.
La Grèce envoya aussi deux divisions auprès des armées blanches commandées par Wrangel dans le sud de la Russie pour protéger les 600 000 « Grecs » pontiques mais aussi dans le but de se placer comme la nouvelle grande puissance orthodoxe.
L'Italie n'attendit pas les décisions du traité de Versailles pour essayer de démembrer l'Empire ottoman. Elle fit débarquer ses troupes à Antalya et les fit marcher vers Smyrne. Pour éviter un effondrement précoce de l'Empire ottoman, le Royaume-Uni, la France et les États-Unis autorisèrent la Grèce à occuper militairement Smyrne. Le 15 mai 1919, protégées par la flotte britannique, les troupes grecques effectuèrent leur débarquement. Des atrocités et des massacres furent commis, faisant 350 victimes turques. Les échauffourées et escarmouches continuèrent, jusqu'au déclenchement d'un véritable conflit armé. Cette occupation de Smyrne fut en effet la catalyse de la révolution nationaliste de Mustafa Kemal.

### Traité de Sèvres

Les langues parlées en Anatolie en 1910.

En août 1920, le traité de Sèvres accorda à la Grèce la Thrace, les îles d'Imbros et Ténédos et Smyrne (qui avait alors plus d'habitants grecs qu'Athènes) ainsi que tout son arrière-pays. Cet hinterland était placé sous mandat de la Société des Nations avant un référendum prévu pour 1925.
Cependant, le Grand Schisme n'était pas fini. Aux élections législatives de 1920 s'affrontèrent les monarchistes (fidèles à Constantin, pas à Alexandre qui venait de décéder, mordu par son singe) et les libéraux de Venizelos. Les monarchistes firent campagne pour la démobilisation et la paix, proposant « une Grèce petite, mais honorable ». Les libéraux poussaient à la reprise du conflit pour créer une « Grande Grèce embrassant deux continents et cinq mers (mer Méditerranée, mer Égée, mer Ionienne, mer de Marmara et mer Noire) ». Les royalistes remportèrent les élections et restaurèrent Constantin. L'armée fut purgée de ses éléments vénizélistes.

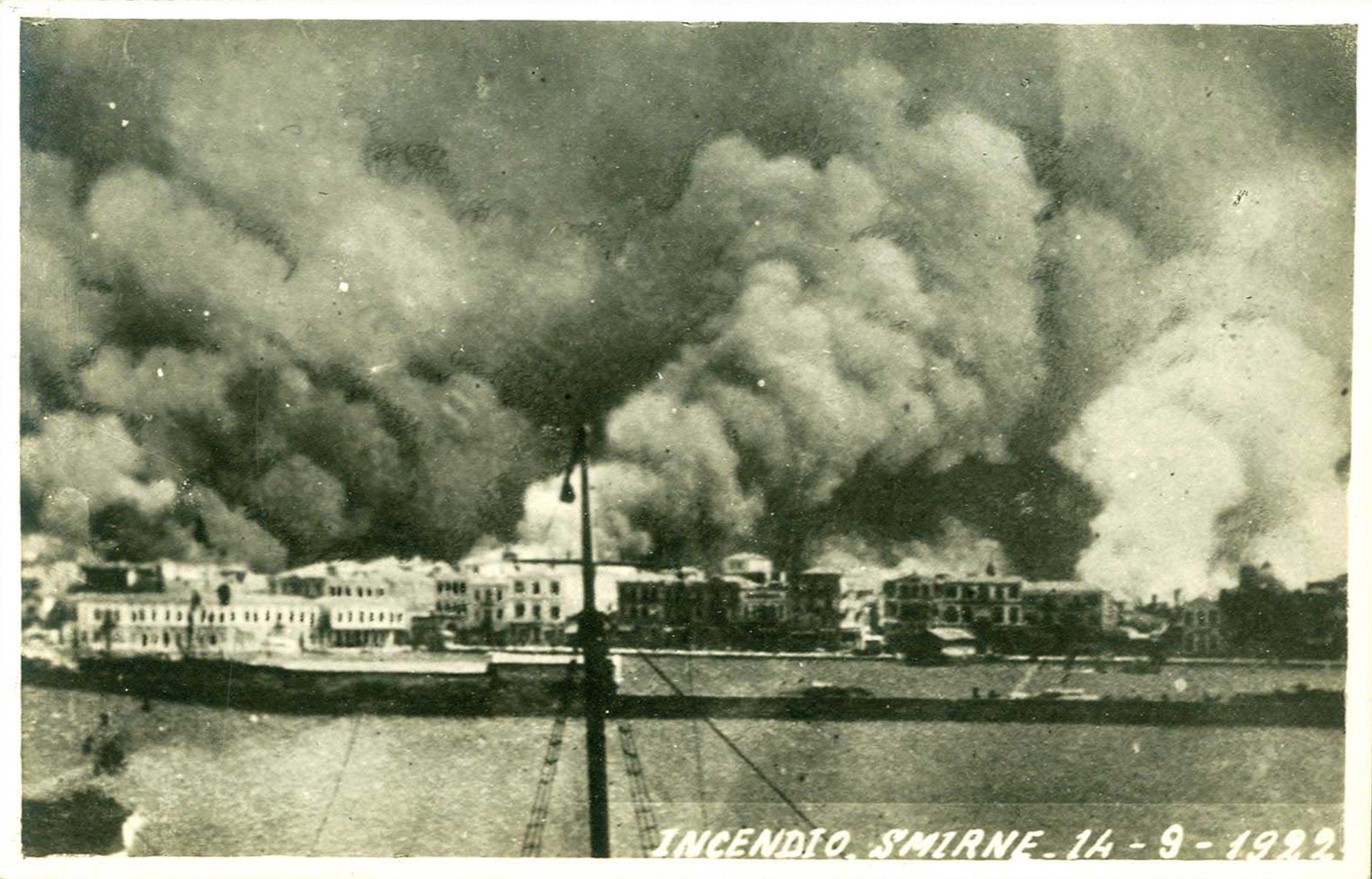
L'incendie de Smyrne

L'application du Traité de Sèvres décida des événements. Contrairement à la ville, l'arrière-pays de Smyrne était majoritairement turc et opposé à la domination grecque. Les monarchistes au gouvernement renièrent leur programme électoral et sous couvert de maintien de l'ordre entamèrent une politique expansionniste. Ce fut une nouvelle guerre gréco-turque. Cependant, depuis le retour au pouvoir de Constantin, les Occidentaux se méfiaient de la Grèce. Celle-ci ne pouvait plus compter sur la même aide qu'en 1918. Toutes les demandes de prêts, d'armes, de munitions, voire de vivres furent rejetées. La Turquie, menée par Mustafa Kemal opposa une forte résistance. Le nationalisme grec se heurtait au nationalisme turc. L'offensive grecque sur Ankara en mars 1921 fut un désastre. En mars 1922, la Grèce se déclara prête à accepter la médiation de la Société des Nations. L'attaque menée par Mustafa Kemal le 26 août 1922 obligea l'armée grecque à se replier devant l'armée turque, en pratiquant la politique de la terre brûlée et ravageant les villes et les campagnes. Les Turcs commirent à leur tour des atrocités contre les populations grecques. Smyrne, évacuée le 8 septembre, fut incendiée. On estime que 30 000 Chrétiens furent alors tués.

### Traité de Lausanne
Le traité de Lausanne qui suivit fut défavorable à la Grèce, qui perdit la Thrace orientale, Imbros et Ténédos, Smyrne et toute possibilité de rester en Anatolie. Les Grecs étaient rejetés d'Asie Mineure après 3 000 ans de présence. La Grande Idée ne serait jamais réalisée.
Pour éviter toutes nouvelles revendications territoriales, on procéda à un échange de populations, qu'on appelle la « Grande catastrophe ». Pendant le conflit, 151 892 Grecs avaient déjà fui l'Asie Mineure. Le Traité de Lausanne déplaça 1 104 216 Grecs de Turquie, 40 027 Grecs de Bulgarie, 58 522 de Russie (à cause de la défaite de Wrangel) et 10 080 d'autres provenances (Dodécanèse ou Albanie par exemple). Au total, la population grecque augmenta d'un seul coup de 20 %.
En échange, 380 000 Turcs quittèrent le territoire grec pour la Turquie et 60 000 Bulgares de Thrace et de Macédoine rejoignirent la Bulgarie. L'accueil immédiat des réfugiés coûta à la Grèce 45 millions de francs, puis la Société des Nations organisa un emprunt de 150 millions de francs pour l'installation des réfugiés. En 1935, la Grèce avait dépensé 9 milliards de francs en tout. La Grande Idée avait coûté très cher, et son échec partiel l'effaça du premier plan de la vie politique pour un temps. En 1930, Venizelos se rendit même en visite officielle en Turquie et proposa Mustafa Kemal pour le prix Nobel de la paix.

## La Grande Idée auXXesiècle: le cas de Chypre

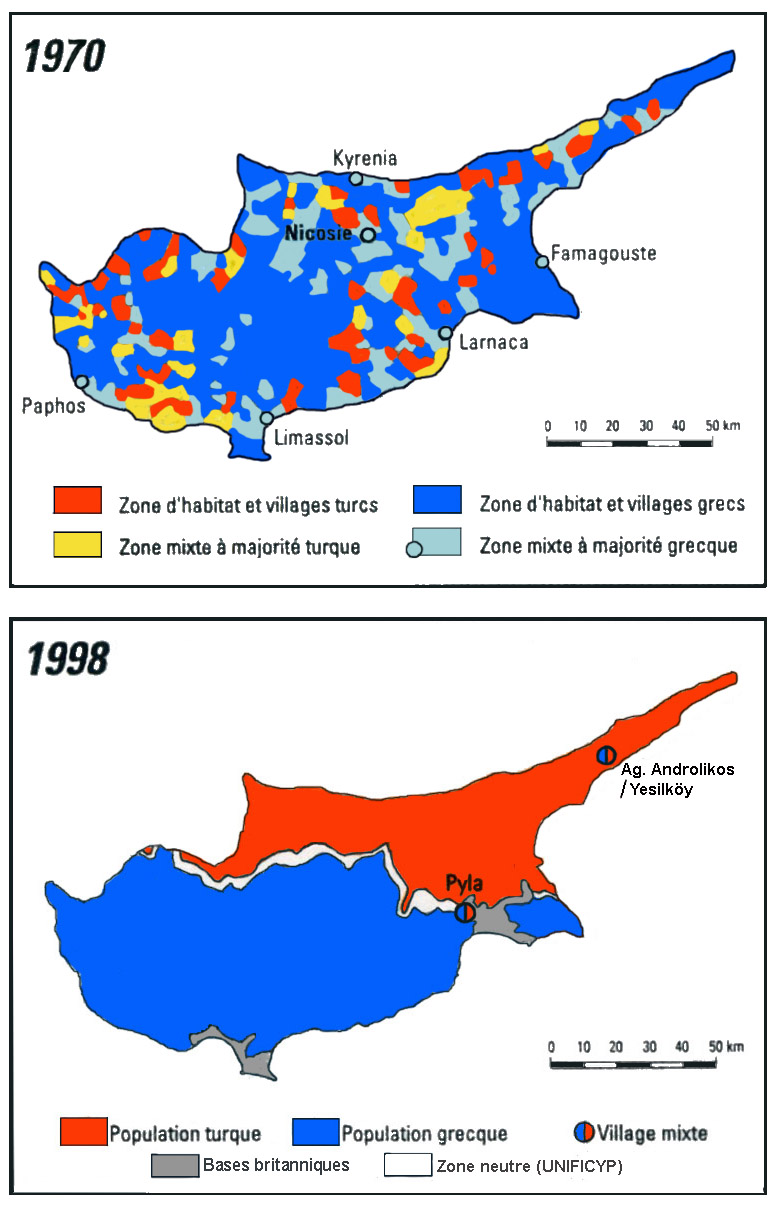
La partition communautaire de Chypre.

La Grande Idée n'avait pas tout à fait disparu. Elle continuait, sans dire vraiment son nom, à servir, soit la propagande d'un gouvernement, soit à détourner l'attention de la population.
Ainsi, après son coup d'État du 4 août 1936, Ioánnis Metaxás proclama l'avènement de la « Troisième Civilisation Hellénique », après la Civilisation de la Grèce antique et la Civilisation byzantine. L'attaque italienne depuis l'Albanie et les victoires grecques permirent à la Grèce de conquérir pendant l'hiver 1940-1941, l'Épire du Nord qui fut alors administrée comme une province grecque, avant l'offensive allemande d'avril 1941.
L'occupation, la résistance puis la guerre civile repoussèrent la Grande Idée à l'arrière-plan. L'annexion des îles du Dodécanèse en 1947 n'a d'ailleurs rien à voir avec celle-ci. Elle est juste le résultat de la défaite italienne et du fait que la Grèce faisait partie du camp des vainqueurs.
L'échange de population en 1922 n'avait pas été tout à fait total. En effet, des Grecs étaient restés à Constantinople, devenue Istanbul. On comptait encore aussi 120 000 Turcs en Grèce. Jusqu'au milieu des années 1950, surtout grâce à la pression de l'OTAN, la Grèce et la Turquie avaient entretenu des relations cordiales. Chypre, occupée par le Royaume-Uni, devint la « pomme de discorde ». En 1955, le colonel de l'armée grecque mais d'origine chypriote Georges Grivas lança une campagne de désobéissance civile, puis d'attentats, dont le but était d'abord de chasser les Britanniques, puis à terme l'énosis avec la Grèce. Le Premier Ministre grec, Aléxandros Papágos n'y était pas défavorable. Les Britanniques jouèrent les Turcs chypriotes contre les Grecs chypriotes. À la demande d'énosis de la population grecque (80 % de la population chypriote), les 20 % turcs répondaient par une demande de « taksim » (partition). Les problèmes chypriotes eurent des répercussions sur le continent. En septembre 1955, réagissant à la demande d'énosis des Grecs chypriotes, des pogroms contre les Grecs eurent lieu à Istanbul : 4 000 magasins, 100 hôtels et restaurants et 70 églises furent détruits ou endommagés. Cela entraîna la dernière grande vague de migration de la Turquie vers la Grèce.
Les accords de Zurich de 1959 aboutirent à l'indépendance de l'île au sein du Commonwealth britannique. Les affrontements inter-ethniques à partir de 1960 entraînèrent une intervention célèbre du président des États-Unis, Lyndon Johnson et l'envoi d'une force d'interposition des Nations unies en 1964.
La situation chypriote fut récupérée par la dictature des colonels. Celle-ci présenta son coup d'État du 21 avril 1967 comme le seul moyen de défendre les valeurs traditionnelles de la civilisation helléno-chrétienne. Le brigadier-général Stylianós Pattakós déclara en 1968 :

« Jeunes de Grèce… Vous recélez, dans vos poitrines et votre foi, ce profond sentiment du sacrifice. Il remonte au « Venez les prendre ! » de Leonidas, au « Je ne vous donnerai pas la Ville. » de Constantin XI et au « Non ! » de Metaxás. Il est dans le « Halte ou je tire ! » du 21 avril 1967. »

La grandeur de la Grèce de l'Antiquité à Byzance, puis celle des divers dictateurs, refaisait surface. La Grande Idée n'était pas loin.
La crise pétrolière de 1973 envenima les relations gréco-turques. Du pétrole fut découvert près de Thasos. La Turquie demanda à pouvoir prospecter dans des zones qu'elle se disputait avec sa voisine grecque. La situation des colonels se détériorait. Les étudiants s'étaient révoltés en novembre 1973 et la junte avait envoyé les chars reprendre l'École polytechnique. La Grande Idée fut alors à nouveau utilisée pour détourner l'attention des problèmes internes.
Sur fond de crise pétrolière en Égée, le brigadier-général Ioannidis tenta, en juillet 1974, de déposer le président chypriote Makarios et de procéder à l'énosis de Chypre. Cela entraîna une réaction immédiate de la Turquie. Elle envahit le nord de l'île. Les deux pays procédèrent à une mobilisation générale. Cependant, la dictature grecque ne survécut pas à ce nouvel échec. La Grande Idée avait encore des répercussions en politique intérieure.
Dans une Europe stabilisée, la Grande Idée semble bel et bien avoir disparu, même si des différends gréco-turcs à propos de zones frontalières persistent toujours. L'économie (pétrole ou pêche) est devenue la cause principale de ces disputes.